# Portevin-Le-Chatelier-Effekt
Der Portevin-Le-Chatelier-Effekt (PLC-Effekt) wird auch als dynamische Reckalterung bezeichnet. Seine Entdeckung wird Albert Portevin und Henry Le Chatelier zugeschrieben. Manche Legierungen zeigen bei einer kontinuierlichen Belastung ein ruckeliges und ungleichmäßiges Verformungsverhalten. Im Zugversuch zeigt sich beispielsweise eine über weite Abschnitte gezackte Spannungs-Dehnung-Kurve. Die plastische Deformation tritt ungleichmäßig verteilt über der Probe auf. Die Zonen erhöhter plastischer Deformation werden auch als Fließfiguren bezeichnet.

## Ursache
Materialien, die den PLC-Effekt zeigen, besitzen eine nichtmonotone Spannung-Dehnraten-Abhängigkeit. Diese lässt sich wie folgt erklären: Plastische Verformungen von Metallen werden größtenteils durch das Wandern von Versetzungen, resp. Gitterfehlern, im Kristallgitter realisiert. Sind im Kristall freie Atome gelöst, halten sich diese nahe einem solchen Gitterfehler auf. Folglich muss der Gitterfehler beim Wandern eine Wolke aus Fremdatomen mitschleppen, wodurch die zum Wandern benötigte Kraft bzw. Spannung steigt. Sollte der Gitterfehler sich von der Atomwolke lösen, ist eine geringere Spannung bei gleichzeitig schnellerem Wandern erforderlich. Hierdurch ist die Nicht-Monotonität der Spannung-Dehnraten-Kurve erklärt. Löst sich eine Versetzung von ihren begleitenden Fremdatomen, beeinflusst diese eventuell die „Atmosphären“ anderer Versetzungen und steigert die Dehnrate, wodurch sich andere Versetzungen eventuell ebenfalls losreißen. Durch die lawinenartige Fortpflanzung zusammen mit der durch die nichtmonotone Spannungs-Dehnraten-Abhängigkeit induzierte Instabilität wird der Effekt makroskopisch sichtbar. Der Effekt ist besonders ausgeprägt, wenn die freien Versetzungen und die umlagerten Versetzungen eine ähnliche Beweglichkeit aufweisen. Dies ist in einem begrenzten Temperatur-Dehnraten-Bereich der Fall, wobei die Temperatur die Diffusionsgeschwindigkeit der Fremdatome und die Dehnrate die Geschwindigkeit der Versetzungen kontrolliert.
Der PLC-Effekt ist nur innerhalb eines begrenzten Temperaturbereiches feststellbar. In diesem Bereich entspricht die Diffusionsgeschwindigkeit in etwa der Geschwindigkeit der Versetzungsbewegung. Die Versetzungen reißen sich dann kurzfristig von den Cotrell-Wolken los (Abnahme der Spannung) und werden anschließend wieder von der nachdiffundierenden Wolke festgehalten (Zunahme der Spannung). Bei höheren Temperaturen verschwindet der PLC-Effekt hingegen wieder.
In Fe-Al-Legierungen können auch eingeschreckte Leerstellen ruckweises Fließen bewirken.
Ähnlich der Trockenreibung lässt sich der PLC-Effekt als Stick-Slip-Phänomen beschreiben.

## Auswirkungen
Bei der Blechumformung entstehen durch die ungleichmäßige Verteilung der plastischen Dehnungen für z. B. Gehäuse-, Fahrzeugkarosserie- oder Flugzeugteile inakzeptable Oberflächengüten. Ein typisches Beispiel sind Aluminium-Magnesium-Legierungen, die aufgrund ihrer geringen Dichte im Flugzeugbau interessant sind.

## Sonstiges
Der PLC-Effekt wurde schon im frühen 19. Jahrhundert beobachtet, seine Entdeckung wird aber Portevin und Le Chatelier zugeschrieben.